# Austromegabalanus psittacus
Austromegabalanus psittacus is een zeepokkensoort uit de familie van de Balanidae. De wetenschappelijke naam van de soort is voor het eerst geldig gepubliceerd in 1788 door Molina.